# Montes Agricola
Los Montes Agricola son un sistema alargado de montañas, próximo al borde oriental del Oceanus Procellarum, el prominente mar que ocupa una posición central en la cara visible de la Luna. Se halla justo al noroeste de una altiplanicie que contiene los cráteres Heródoto y Aristarco.
Las coordenadas selenográficas de la cordillera son 29°04′N 54°04′O / 29.06, -54.07. Con una longitud de 160 kilómetros, se trata de una larga y esbelta cresta, que es más abrupta en su extremo nororiental. También presenta una mayor densidad de montes en su lado suroeste. Los tenues rastros de un sistema de marcas radiales son paralelos a la cordillera en su lado norte. Los veinte kilómetros entre los Montes Agricola y la altiplanicie situada al sur están cubiertos por un flujo de lava basáltica. La pequeña cresta próxima a la parte norte es conocida como Dorsum Niggli.
Esta cordillera debe su nombre a Georgius Agricola.